# Pachymerium coiffaiti
Pachymerium coiffaiti är en mångfotingart som beskrevs av Demange 1959. Pachymerium coiffaiti ingår i släktet Pachymerium och familjen storjordkrypare. Inga underarter finns listade i Catalogue of Life.